# El Cantante del Ghetto
El Cantante del Ghetto es el album de estudio debut del cantante colombiano Ryan Castro, publicado el 10 de mayo de 2024 a través de Sony Music Latin. Contiene 18 canciones y varias colaboraciones con artistas como Arcángel, Blessd, Yandel, Zion, Peso Pluma, etc.

## Antecedentes y lanzamiento
Luego de lanzar sencillos como "Jordan", "Monastery" y "Mujeriego", y dos EP en 2022, a principios de 2024 Castro anunció a través de sus redes sociales y canal de WhatsApp que iba a lanzar su álbum debut ese año. Desde entonces, se mostró en sus redes produciendo nueva música, decidiendo qué incluir y qué no.
Posteriormente, Castro envió una foto de perfil del álbum y les dijo a sus seguidores que la pusieron como foto de perfil y que si la mayoría la tuviera les revelaría la portada y el tracklist. Finalmente, el 16 de abril de 2024, el cantante anunció la fecha de lanzamiento del álbum, la portada y el listado de canciones, y al día siguiente junto con el lanzamiento de su canción homónima del álbum llamado "La Salsa".

## Sencillos
"Ghetto Star" con el productor COQE fue lanzado como primer sencillo del álbum el 19 de enero de 2023. Meses después, fue precedido por el segundo sencillo "Quema" con el mexicano Peso Pluma y el productor colombiano SOG, lanzado el 13 de julio. El 22 de marzo de 2024, Se lanzó el tercer sencillo "Rich Rappers" con el rapero estadounidense Rich the Kid. Casi un mes después, para promocionar el disco, el 17 de abril, se lanzó un cuarto sencillo titulado "El Cantante del Ghetto". lanzado con los productores COQE y La Eterna, el mismo nombre del álbum, y también conocido como "La Salsa" por su género musical. El 9 de mayo, junto con el lanzamiento del álbum, se lanzará el quinto sencillo "Pueblo de Medallo" fue lanzado con la participación del cantante estadounidense Arcángel.

## Lista de canciones
| N.º   | Título                                          | Productor(es)     | Duración |  |
| 1.    | «El Cantante del Ghetto» (con COQE y LA ETERNA) | COQE              | 3:25     |  |
| 2.    | «Pueblo de Medallo» (con Arcángel)              | SOG · Dímelo Flow | 3:28     |  |
| 3.    | «NCA»                                           | SOG               | 2:42     |  |
| 4.    | «Gata G»                                        | SOG               | 2:43     |  |
| 5.    | «Maleante» (con Yandel)                         | SOG               | 3:17     |  |
| 6.    | «Freski»                                        | SOG               | 2:23     |  |
| 7.    | «Fendi» (con Jowell & Randy)                    | SOG               | 2:53     |  |
| 8.    | «Modelito» (con Onyl)                           | SOG               | 2:47     |  |
| 9.    | «Big Dreams»                                    | SOG               | 1:54     |  |
| 10.   | «Envigado» (con Blessd y Zion)                  | SOG               | 3:40     |  |
| 11.   | «Quema» (con Peso Pluma)                        | SOG               | 2:30     |  |
| 12.   | «Jordan (Remix)» (con Ñengo Flow y Myke Towers) | SOG               | 4:29     |  |
| 13.   | «Nada cambio»                                   | SOG               | 2:32     |  |
| 14.   | «Mi diabla y mi diosa» (con Natan & Shander)    | SOG               | 3:07     |  |
| 15.   | «Los capos» (con Akapellah y Totoy el Frio)     | SOG               | 3:10     |  |
| 16.   | «XL»                                            | SOG               | 2:04     |  |
| 17.   | «Rich rappers» (con Rich The Kid)               | SOG               |          |  |
| 18.   | «Ghetto Star»                                   | COQE              | 3:15     |  |
| 53:42 |                                                 |                   |          |  |

## Créditos y personal
- Elkin Jesús de la Hoz – Productor ejecutivo, mezcla.
- Ryan Castro – Artista principal, composición, productor ejecutivo.
- Felipe Toro – Manager del sello.
- Santiago Orrego Gallego (SOG) – Composición, producción.
- COQE – Composición, mezcla, producción.
- Arcangel – Artista invitado, composición.
- Yandel – Artista invitado, composición.
- Jowell & Randy – Artista invitado, composición.
- Onyl – Artista invitado.
- Blessd – Artista invitado, composición.
- Zion – Artista invitado, composición.
- Peso Pluma – Artista invitado, composición.
- Ñengo Flow – Artista invitado, composición.
- Myke Towers – Artista invitado, composición.
- Natan & Shander – Artista invitado, composición.
- Akapellah – Artista invitado, composición.
- Totoy El Frio – Artista invitado, composición.
- Rich The Kid – Artista invitado, composición.